# Comox (település)
Comox kisváros a Vancouver-szigeten, Kanada Brit Columbia tartományában. A város a Comox-völgyben (Comox Valley) fekszik, lakossága mintegy 13 000 fő.
A város és környéke békés, kellemes éghajlatú (a hőmérséklet télen alig megy 0 C alá, nyáron max. 25-30 C), a környezetében jó termőföldek találhatók. A hely neve az indián őslakosok nyelvén „kw’umuxws”, azaz „bőséges”.
Európai betelepülők 19. században érkeztek a térségbe. Az I. világháborúig a település csak hajóval volt elérhető, akkor épült ki a vasúti és közúti összeköttetés.
Comox népszerű lett a természetkedvelő turisták között, akiknek lehetőségük van horgászni, valamint egész évben golfozni és síelni (Mount Washington).
A közelben található két természetvédelmi terület, a Tiltott-fennsík (Forbidden Plateau) és a Strathcona Provincial Park.
A város reptere a kanadai légierő egyik bázisa, mely fogad kis méretű polgári repülőket is (max. 15 utas).

## Képgaléria

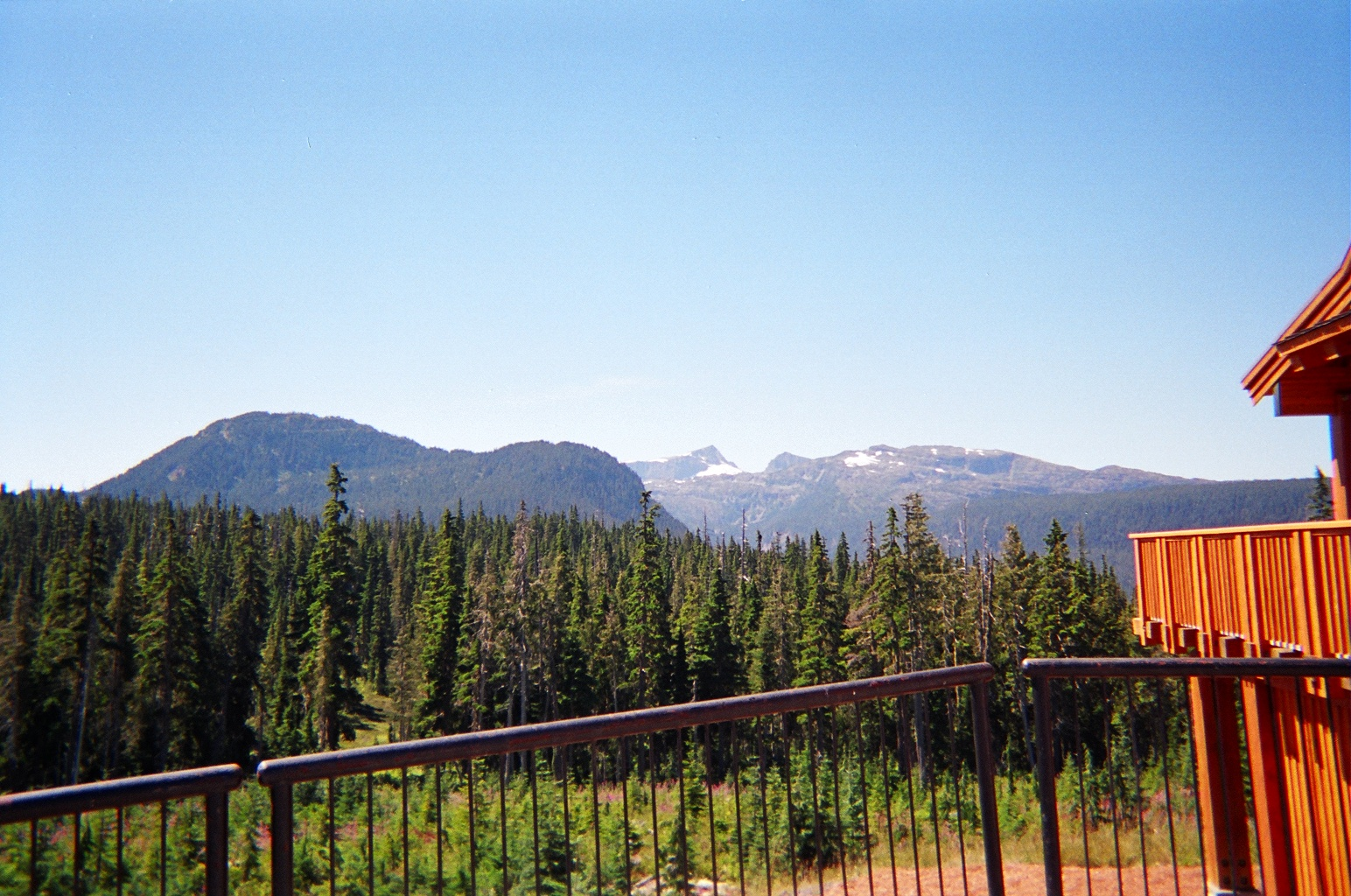
Forbidden Plateau
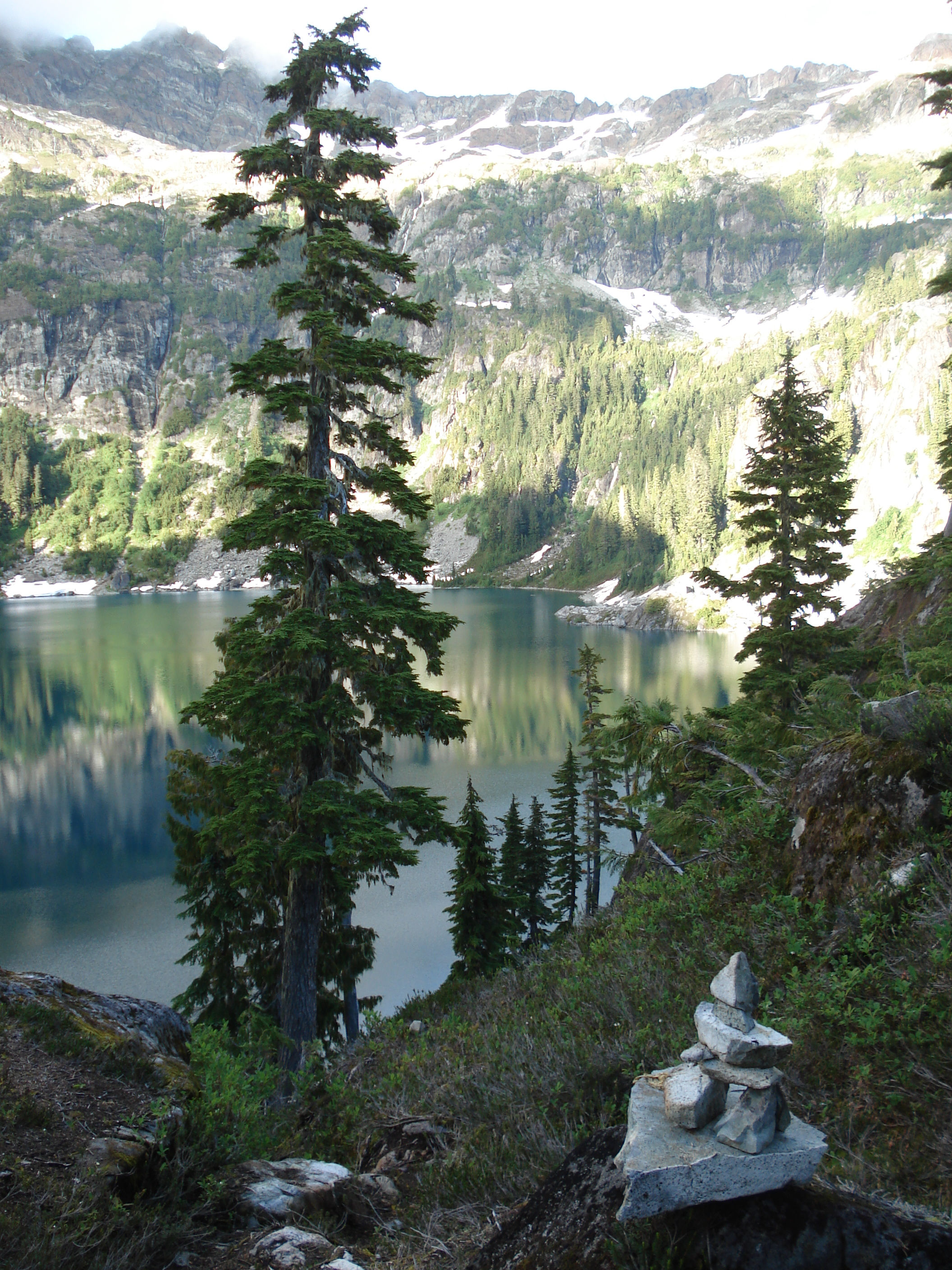
Strathcona park, részlet

## Külső hivatkozások
- Hivatalos honlap (angolul)
- Comox-völgy